# Gréalou
Gréalou é uma comuna francesa na região administrativa de Occitânia, no departamento de Lot. Estende-se por uma área de 17,50 km². Em 2010 a comuna tinha 296 habitantes (densidade: 16,9 hab./km²).